# Droseraceae
Famille
Classification APG III (2009)
La famille des Droseraceae (Droséracées) est constituée de plantes dicotylédones ; elle comprend une centaine d'espèces réparties en 3 à 4 genres.
Ce sont des plantes herbacées, carnivores, à mécanisme de capture actif ou passif, pérennes, rhizomateuses ou tubéreuses, souvent à feuilles en rosette, des régions froides, tempérées ou tropicales.

## Étymologie
Le nom vient du genre type Drosera dérivé du grec δρόσος / drosos, rosée, en référence aux excrétions luisantes  émises par les glandes foliaires de la plante.

## Classification
La classification phylogénétique situe cette famille dans l'ordre des Caryophyllales et place le genre Drosophyllum dans une famille dédiée, les Drosophyllaceae.

## Répartition géographique

Aldrovanda
Dionaea
Drosera

Drosophyllum

## Liste des genres
Selon Angiosperm Phylogeny Website (3 mai 2010), World Checklist of Selected Plant Families (WCSP) (3 mai 2010), NCBI (3 mai 2010) et DELTA Angio (3 mai 2010) :
- genre Aldrovanda L., 1753 - plantes aquatiques flottantes, sans racine
- genre Dionaea J.Ellis, 1773
- genre Drosera L., 1753 - plantes de pleine lumière des marais et des tourbières acides

Selon ITIS (4 juin 2017) :
- genre Dionaea Ellis
- genre Drosera L.

## Liste des espèces
Selon NCBI (3 mai 2010) :
- genre Aldrovanda
  - Aldrovanda vesiculosa
- genre Dionaea
  - Dionaea muscipula
- genre Drosera
  - Drosera adelae
  - Drosera alba
  - Drosera aliciae
  - Drosera anglica
  - Drosera arcturi
  - Drosera biflora
  - Drosera binata
  - Drosera brevifolia
  - Drosera burkeana
  - Drosera burmannii
  - Drosera caduca
  - Drosera capensis
  - Drosera capillaris
  - Drosera chrysolepis
  - Drosera cistiflora
  - Drosera collinsiae
  - Drosera communis
  - Drosera cuneifolia
  - Drosera dichrosepala
  - Drosera ericksoniae
  - Drosera esmeraldae
  - Drosera felix
  - Drosera filliformis
  - Drosera gigantea
  - Drosera glanduligera
  - Drosera graminifolia
  - Drosera graomogolensis
  - Drosera hamiltonii
  - Drosera hilaris
  - Drosera hirtella
  - Drosera indica
  - Drosera intermedia
  - Drosera kaieteurensis
  - Drosera macrantha
  - Drosera madagascariensis
  - Drosera montana
  - Drosera natalensis
  - Drosera neocaledonica
  - Drosera nidiformis
  - Drosera occidentalis
  - Drosera ordensis
  - Drosera pauciflora
  - Drosera peltata
  - Drosera petiolaris
  - Drosera platypoda
  - Drosera prostratoscaposa
  - Drosera pygmaea
  - Drosera regia
  - Drosera rosulata
  - Drosera rotundifolia
  - Drosera scorpioides
  - Drosera sessilifolia
  - Drosera spatulata
  - Drosera stenopetala
  - Drosera stolonifera
  - Drosera tokaiensis
  - Drosera trinervia
  - Drosera uniflora
  - Drosera villosa